# Casinaria ashimae
Casinaria ashimae är en stekelart som beskrevs av Maheshwary och Gupta 1977. Casinaria ashimae ingår i släktet Casinaria och familjen brokparasitsteklar. Inga underarter finns listade.